# لا جارد
لا جارد (بالفرنسية: La Garde) هي بلدية فرنسية تقع في إقليم فار في منطقة بروفانس ألب كوت دازور.

## الجغرافيا
تقع لا جارد في منطقة فار، على بعد 11.1 كيلومترًا شرق تولون، في منطقة تولون الحضرية وهي إحدى ضواحيها،  بين مرسيليا ونيس، في منطقة بروفانس ألب -كوت دازور.

### البلديات الحدودية
| لا كراو  | لا فارليدي | فاليت دو فار  |
| لا كراو  | إسم ؟      | تولون         |
| كاركيران | لو براديت  | البحر المتوسط |

### الجيولوجيا
لا غارد هي مدينة تقع على ساحل فار، ولها واجهة بحرية على ميناء طولون. يمتد من بيراسكاس في الشمال، حيث كولمينه (206 م)، إلى البحر في الجنوب، ويحد واجهتها البحرية خليج ماجود وسان بيير.
وتشمل أراضيها التي تمتد على 1554 هكتاراً ما يلي:
- 3 كم من الساحل؛
- 75 كم من الطرق؛
- 642.5 هكتار من الأراضي الحضرية؛
- 21.4 هكتار من الغابات؛
- 400 هكتار من المساحات الخضراء الحضرية.

### المياه
نهر إيغوتييه هو النهر الرئيسي. يبلغ طوله 15.2 كم، وينبع من لا كراو ويعبر بلدية براديت، قبل أن يصب في البحر عند موريون (تولون)، شرق فورت لاكروا. يتم توجيهه جزئيًا إلى جنوب المدينة، ويفصل البلدية عن لو براديت. إلى الشرق من أراضي البلدية، تتلقى المياه من نهر ريغاناس (أو ريجانا)، ونهر لامبرت.
جداول أخرى:
- بيراسكاس كريك
- رويسو دي بالود

### المناخ
وفي سنة 2010، كان مناخ الكومونة مناخ البحر الأبيض المتوسط الصافي، حسب دراسة أجراها المركز الوطني للبحث العلمي استنادا إلى سلسلة من المعطيات تغطي الفترة 1971-2000. في عام 2020، نشرت الأرصاد الجوية الفرنسية تصنيفًا لمناخات فرنسا الكبرى التي تتعرض فيها البلدية لمناخ البحر الأبيض المتوسط وتقع في منطقة انتقالية بين المناطق المناخية "بروفانس ولانغدوك روسيون" و"فار، الألب البحرية".
وفي الفترة 1971-2000، بلغ متوسط درجة الحرارة السنوية 15 درجة مئوية، ويبلغ المدى الحراري السنوي 14.8 درجة مئوية. يبلغ متوسط هطول الأمطار التراكمي السنوي 770 ملم، مع 6.8 يومًا من الأمطار في يناير و1.2 يومًا في يوليو. بالنسبة للفترة 1991-2020، بلغ متوسط درجة الحرارة السنوية المسجلة في أقرب محطة للأرصاد الجوية في تولون، على بعد 7 كيلومترات، 16.7 درجة مئوية ومتوسط هطول الأمطار السنوي هو 633.4 ملم. وبلغت درجة الحرارة القصوى المسجلة في المحطة 40.1 درجة مئوية، وتم الوصول إليها في 7 يوليو 1982؛ درجة الحرارة الدنيا هي -9 درجة مئوية، وتم الوصول إليها في 2 فبراير 1956.
تم تقدير المعلمات المناخية للبلدية لمنتصف القرن (2041-2070) وفقًا لسيناريوهات مختلفة لانبعاثات الغازات الدفيئة بناءً على توقعات المناخ المرجعية DRIAS-2020 الجديدة.

## المواصلات والنقل

### شبكة الطرق
يعبر الطريق السريع A57 المدينة إلى الشمال حيث يوجد تقاطع (A5706) عند تقاطع الطريق A57 مع الطريق A570. تعبر العديد من الطرق الإدارية أيضًا البلدية. من الشمال إلى الجنوب: D97 ،D67 ،D98 ،D29 ،D559 ،D86 وD42.

### شبكة السكك الحديدية
تعبر خطوط الشركة الوطنية للسكك الحديدية المدينة وتخدمها من خلال محطتين:
- محطة لا غارد
- محطة لا بولين هييريس

### وسائل النقل العام

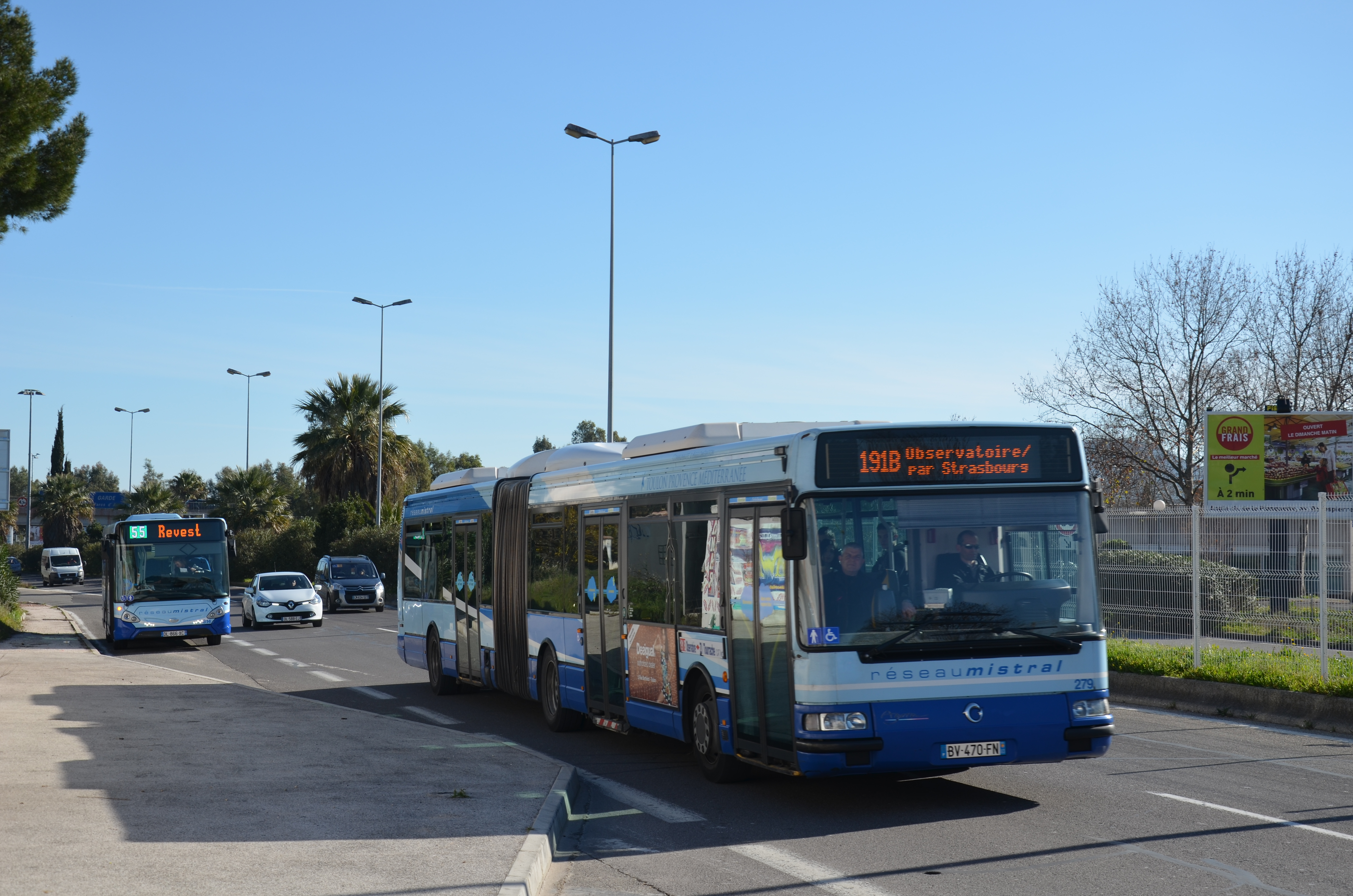
وتخدم المدينة عدة خطوط من شبكة ميسترال.

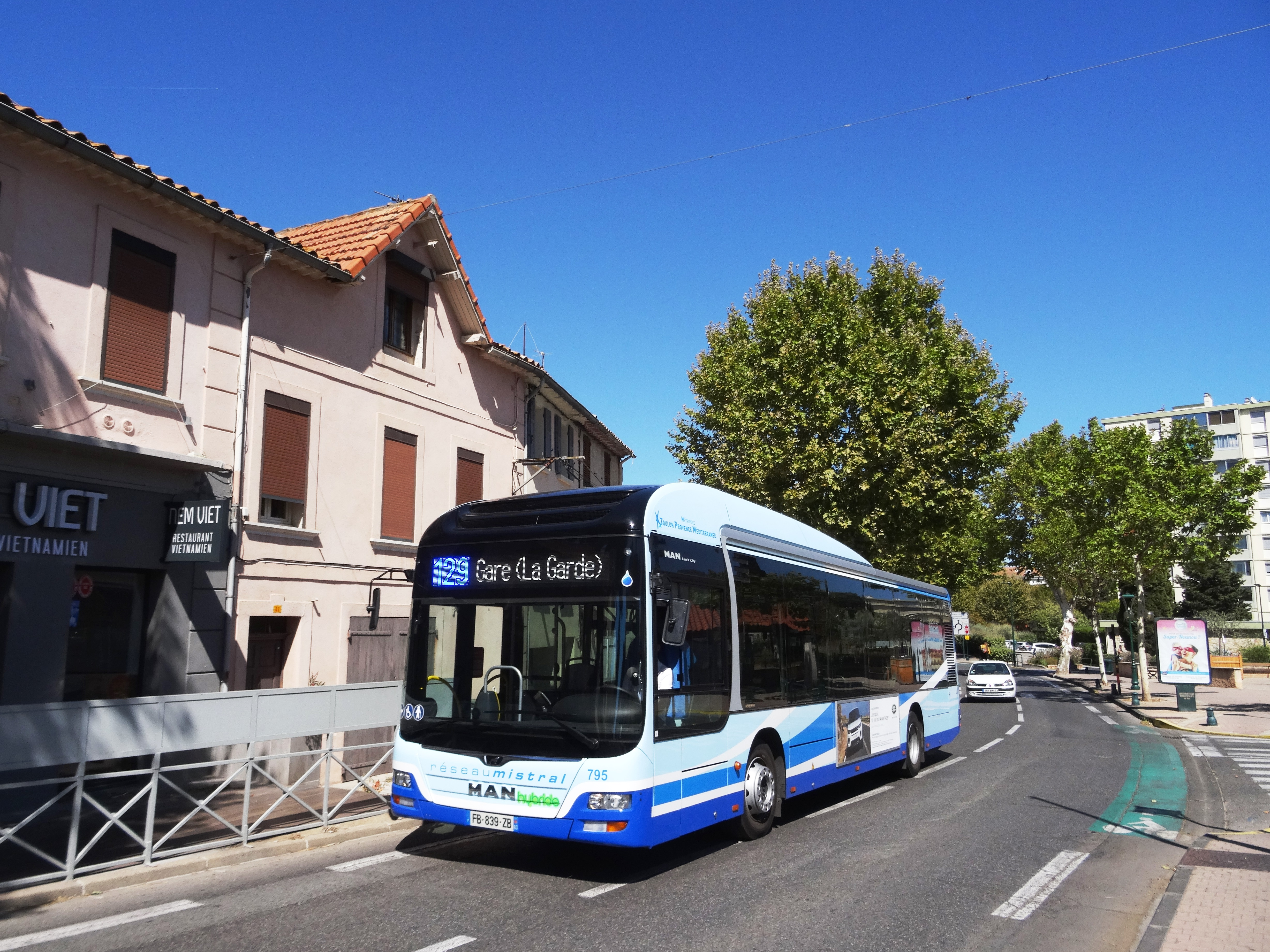
خط الحافلات 129.

تعبر العديد من خطوط حافلات شبكة ميسترال المدينة، وتربطها بمناطق لا فاليت دو فار، ولا فارليد، ولا كراو، ولو براديت، وكاركيران، وهييريس، وتولون، عبر الخطوط رقم 6 ،19 ،23 ،29 ،39 ،55 ،91 ،92 ،98 ،103 ،129 ،191 وAB191. توفر شبكة فارليب أيضًا النقل إلى برينيول و سان ماكسيمين لا سانت بوم وسان تروبيه ولا روكيبروسان وكولوبريير ولا كروا فالمر.

### النقل البحري والجوي
أقرب ميناء تجاري هو تولون، وأقرب مطار هو تولون هييريس على بعد 12.63 كيلومترًا.

## التسمية
اكتسبت مدينة لا جارد (بالبروفنسالية لا جاردو) اسمها من صخرتها التي كانت بمثابة نقطة مراقبة في العصور الوسطى.

## التاريخ

### العصور القديمة
يوجد في لا جارد بقايا من العصور القديمة والعصر الروماني، بما في ذلك معصرة زيت بالقرب من حرم الجامعة. شفيع البلدة هو القديس مور، وفقًا للأسطورة المحلية، مر رجل يُدعى مور من هناك عام 542. وعندما دخل القرية وهو جائع، أعطته امرأة عجوز خبزاً وبصلاً. باركهم مور وقرر أنه اعتبارًا من ذلك اليوم فصاعدًا، سيكون بصل لا جارد يتمتع بحلاوة التفاح.

### العصور الوسطى

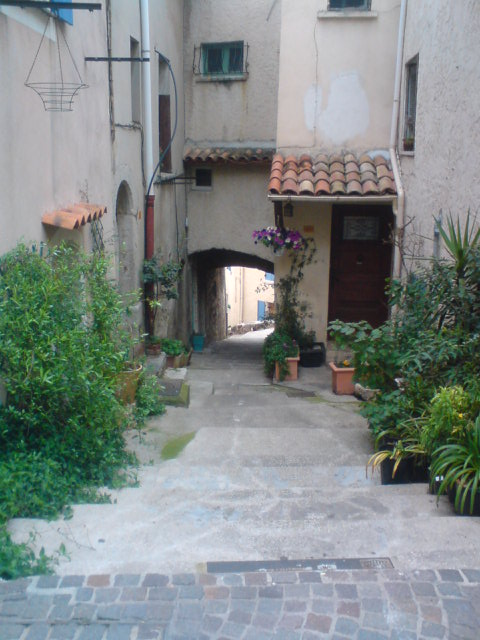
البلدة القديمة.

تم الاستشهاد بالقلعة عام 1056 تحت اسم غواردا، وكانت معقلًا لأساقفة تولون في القرن الثالث عشر، وسيادة كاستيلان في القرن الخامس عشر، ثم سيادة غلانديف وأخيرًا توماس. اليوم، لم يبق سوى الكنيسة الصغيرة وبرج الزاوية.

### العصر الحديث
عانت لا غارد التي كانت برج مراقبة تولون في العصور الوسطى، من العديد من الغزوات ولكن أيضًا من الحروب الدينية. نُهبت في عام 1707 من قبل قوات سافوي عندما كانت تُعرف باسم لا غارد ليه طولون.
لمعاقبة مدينة تولون لاستسلامها للإنجليز، نقل نابليون بونابرت منطقة سانت مارغريت إلى قرية لا غارد. ولهذا السبب يوجد مبنى بلدية ملحق بهذه المنطقة، بعيدًا قليلاً عن مركز المدينة الإداري للبلدية. من ناحية أخرى، في القرن التاسع عشر انفصلت منطقة براديت عن لا غارد وأصبحت بلدية مستقلة.
خلال الحرب العالمية الثانية، استقبلت لاغارد حامية إيطالية صغيرة في قوات الدرك في نوفمبر 1942: انسحبت في أكتوبر 1943 واحتلت القوات الألمانية الكومونة. وقع القتال يومي 23 و24 أغسطس 1944، أثناء هجوم الحلفاء بين القوات الألمانية (كريغسمارينه والفيرماخت) والحلفاء (فرقة المشاة الاستعمارية التاسعة وقوات الكوماندوز الأفريقية).
أصبحت لاجارد، التي كانت مركزًا زراعيًا مزدهرًا سابقًا، إحدى ضواحي الطبقة العاملة في تولون منذ منتصف الثلث الأول من القرن العشرين. في السنوات التي سبقت الحرب العالمية الثانية وبعدها، كانت البلدية تديرها لفترة طويلة أغلبية شيوعية، ثم أصبحت سكنية أكثر فأكثر بفضل تكاثر العقارات السكنية، وتحولت إلى اليمين في عام 2001، خاصة وأن الانقسامات الداخلية الخطيرة كانت قد أضعفت اليسار قبل أربع سنوات. وهي اليوم مدينة جامعية بفضل وجود جامعة تولون ومدرسة المهندسين بجامعة تولون، وتزدهر بفضل منطقة الأعمال في تولون الشرقية.

## السياسة والإدارة

### النتائج السياسية
يتألف المجلس البلدي من خمسة وثلاثين منتخباً، مع مراعاة عدد السكان.
| م  | القائمة                   | الحزب                 | الرئيس         | المقاعد | الحالة |
| -- | ------------------------- | --------------------- | -------------- | ------- | ------ |
| 1. | لا جارد معا من أجل الجميع | الجمهوريون            | جان لويس ماسون | 27      | غالبية |
| 2. | متحدون من أجل لا جارد     | يسار متنوع            | مايكل دوربانو  | 7       | معارضة |
| 3. | مدينتنا على اليسار        | الحزب الشيوعي الفرنسي | ميشيل كامات    | 1       | معارضة |

### مدن توأمة
- مونتسارتشيو،  إيطاليا.
- سبا،  بلجيكا.

### السياسة البيئية
يوجد بالمدينة محطة تولون-إيست / بونت دي لا كلو لمعالجة مياه الصرف الصحي، بسعة 107,000 مكافئ ساكن.

### المرافق
أنشأت البلدية ثلاث خدمات ربط بين أصحاب العمل والباحثين عن عمل: "المكتب البلدي للاقتصاد والتشغيل"، مع التركيز على العمالة المحلية، "دار التوظيف"، للمساعدة في التوظيف في مجتمع البلديات، "المهمة المحلية"، والذي يعمل مع الشباب.
تتوفر العديد من الخدمات الأخرى في لا جارد: مركز ترفيهي، مركز نهاري، مركز الصندوق المركزي للأنشطة الاجتماعية، حضانتين، مكتبة ألعاب، مركز شباب، العديد من المجمعات الرياضية، ومركز إعادة التدوير.
خدمات الدولة موجودة أيضًا: مركز الشرطة، ومركز الدراسات الفنية لمعدات البحر الأبيض المتوسط، والمفتشية العامة للتعليم الوطني في لاجارد، والمديرية المشتركة بين الإدارات للطرق المتوسطية (DIR)، بالإضافة إلى بعض الخدمات البلدية للبلديات المجاورة، مثل الدفيئات البلدية لمدينة تولون.

## السكان والمجتمع

### الديموغرافيا
يتم معرفة تطور عدد السكان من خلال التعدادات السكانية التي يتم إجراؤها في البلدية منذ عام 1793. بالنسبة للبلديات التي يزيد عدد سكانها عن 10,000 نسمة، يتم إجراء التعدادات كل عام بعد مسح عينة من العناوين التي تمثل 8% من المساكن، على عكس البلديات الأخرى التي تجري تعداداً حقيقياً كل خمس سنوات.
في عام 2021، بلغ عدد سكان البلدية 25.912 نسمة، بزيادة قدرها 3.45% مقارنة بعام 2015 (فار: +4.45%، فرنسا باستثناء مايوت: +1.84%).

في عام 2010، حصلت البلدية على علامة "مدينة الانترنت @@@@" وعلامة "مدينة الزهور" بزهورها الثلاثة. كما تتم مكافأتها أيضًا بملصقات "شيخوخة جيدة، العيش معًا" و"مدينة صديقة للأطفال".

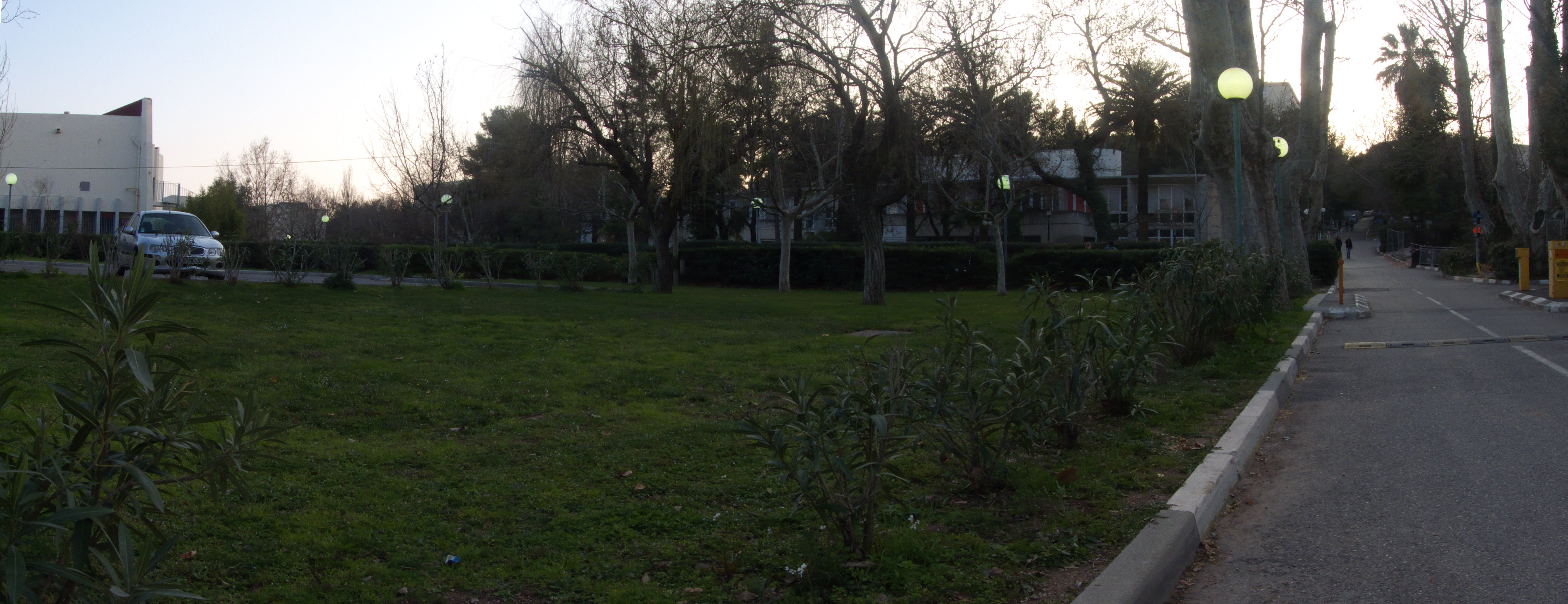
الحرم الجامعي.

### المؤسسات العامة
مؤسسات الحضانة والتعليم الابتدائي:
- حضانة إلييت سانتوني
- حضانة إلسا تريوليت
- حضانة لا بلانكيت
- حضانة ميشيل زونينو
- حضانة بولين رولاند
- حضانة سيفيرين مينيوني
- مدرسة جان إيكارد الابتدائية
- مدرسة لوسي تاردفييه الابتدائية
- مدرسة ميشيل زونينو 1 الابتدائية
- مدرسة ميشيل زونينو 2 الابتدائية
- مدرسة بول لانجفين الابتدائية
- الثانوية العامة والتكنولوجية بكودون.[Note 1]
- حرم جامعة تولون، حيث تقع مدرسة المهندسين بجامعة تولون.
- لدى أوروبا إيدوس حرم جامعي في لا غارد، حيث يتم التدريب على العلاج الطبيعي وطب الأسنان بالإضافة إلى التحضير لمسابقة التمريض.[28]

### الصحة
العاملون في مجال الرعاية الصحية والمؤسسات:
- الأطباء في لا جارد [29]
- الصيدليات [30]
- المستشفيات:
  - مستشفى سان سلفادور، في هييريس،
  - مستشفى رينيه-سابران، في هييريس،
  - مستشفى سانت آن للتدريب العسكري، تولون،
  - مركز مستشفى تولون-لا سين-سور-مير المشترك،
  - مستشفى كليمنصو لا جارد.[31]

### الدين

#### الكاثوليكية
تقع كنيسة رعية ميلاد العذراء ضمن أبرشية فريجوس تولون في شارع جان جوريس.

#### الإسلام
يقع في المدينة مسجد السلام التابع للجمعية الثقافية لمسلمي لاجارد.

### الرياضة
المكتب الرياضي، جمعية بموجب قانون 1901، يديره متطوعون، وهو فضاء للتشاور والاقتراحات في البلدية، في خدمة السكان، من أجل المساهمة في تطوير الرياضة: رياضات متعددة، حمام سباحة بلدي، حلبة للتزلج على الجليد، الكرة الحديدية، التنس، الرماية، الجولف.
تحتوي لا جارد على حوالي عشرة مرافق رياضية بما في ذلك مجمعين رياضيين متعددي الرياضات وحلبة للتزلج على الجليد وحمام سباحة بلدي.

## التخطيط الحضري

### التصنيف
اعتبارًا من 1 يناير 2024، تم تصنيف لا جارد كمركز حضري كبير، وفقًا لشبكة الكثافة البلدية الجديدة المكونة من سبعة مستويات والتي حددها المعهد الوطني للإحصاءات والدراسات الاقتصادية في عام 2022. وتنتمي إلى وحدة تولون الحضرية، وهي تجمع مشترك بين الإدارات يضم 27 بلدية، وهي إحدى بلديات الضواحي. علاوة على ذلك، فإن البلدية جزء من منطقة الجذب تولون، وهي بلدية في المركز الرئيسي. وتنقسم هذه المنطقة، التي تضم 35 بلدية، إلى مناطق يتراوح عدد سكانها بين 200 ألف إلى أقل من 700 ألف نسمة.
والبلدية التي يحدها البحر الأبيض المتوسط هي أيضًا بلدية ساحلية بالمعنى المقصود في قانون 3 يناير 1986 المعروف بقانون الساحل. ولذلك تنطبق أحكام محددة للتخطيط الحضري من أجل الحفاظ على المساحات الطبيعية والمواقع والمناظر الطبيعية والتوازن البيئي للخط الساحلي، مثل على سبيل المثال مبدأ عدم البناء، خارج المناطق الحضرية، على الشريط الساحلي الذي يبلغ طوله 100 متر، أو أكثر إذا كان المخطط العمراني المحلي ينص على ذلك.

### استخدام الأراضي
يتميز استخدام أراضي البلدية، كما كشفت عنه قاعدة بيانات استخدام الأراضي البيوفيزيائية الأوروبية (CLC)، بأهمية الأراضي الاصطناعية (61.2% في عام 2018)، وهي زيادة مقارنة بعام 1990 (53.7%). وجاء التوزيع التفصيلي لعام 2018 على النحو التالي: المناطق الحضرية (37.5%)، المناطق الزراعية غير المتجانسة (33.7%)، المناطق الصناعية أو التجارية وشبكات الاتصالات (19.9%)، الغابات (4.2%)، المساحات الخضراء الاصطناعية، غير الزراعية ( 3.8%، المحاصيل الدائمة (0.7%)، المياه البحرية (0.2%). يلاحظ تطور استخدام أراضي البلدية وبنيتها التحتية من خلال التمثيلات الخرائطية المختلفة للإقليم: خارطة كاسيني (القرن الثامن عشر)، وخريطة هيئة الأركان العامة (1820-1866) والخرائط أو الصور الجوية من المعهد الوطني للمعلومات الجغرافية والغابات للفترة الحالية (1950 إلى اليوم).

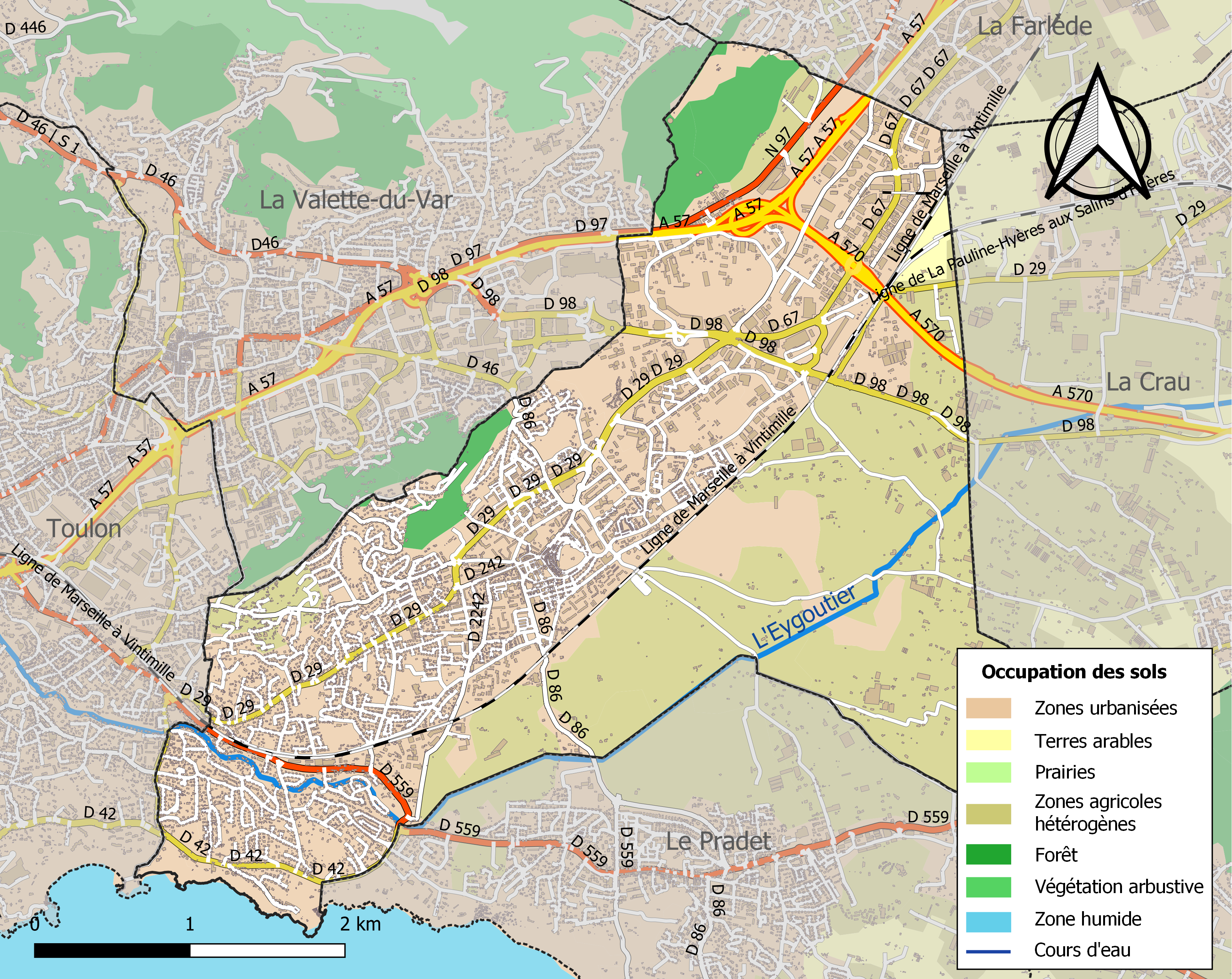
لا جارد في عام 2018
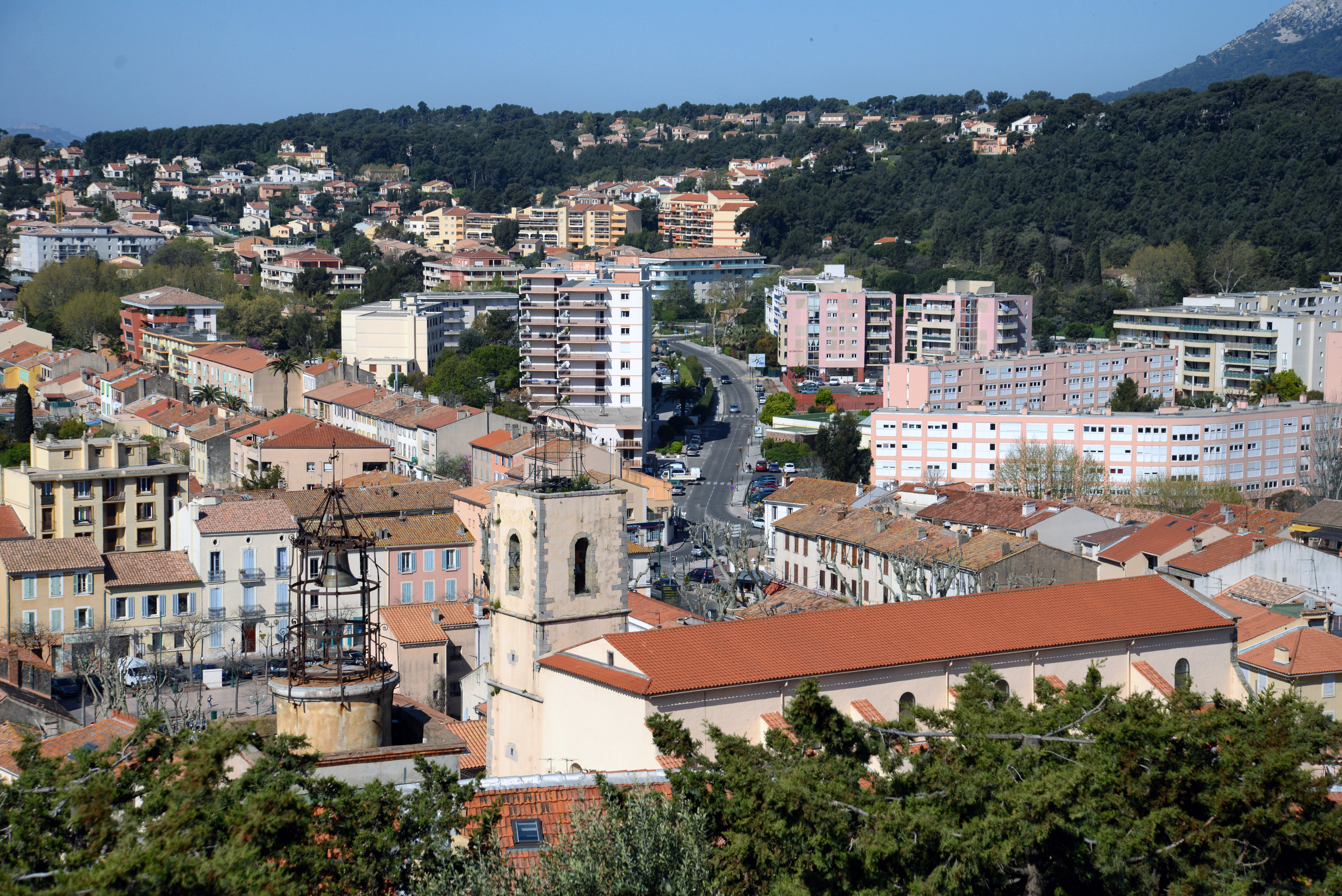
منظر للمناطق الغربية.

## الاقتصاد

### الميزانية والضرائب 2020

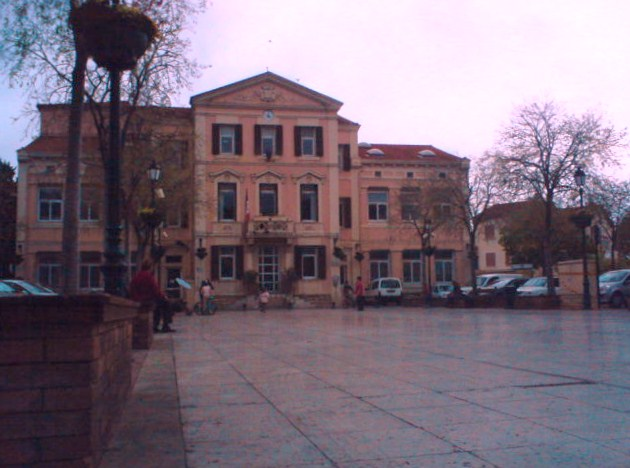
قاعة المدينة

وفي عام 2020 تشكلت موازنة البلدية على النحو التالي:
- إجمالي الإيرادات التشغيلية: 39,221,000 يورو، أو 1,539 يورو لكل ساكن؛
- إجمالي نفقات التشغيل: 34,046,000 يورو، أو 1,336 يورو لكل ساكن؛
- إجمالي الموارد الاستثمارية: 13,146,000 يورو، أو 516 يورو لكل ساكن
- إجمالي وظائف الاستثمار: 8,627,000 يورو، أو 339 يورو لكل ساكن
- الدين: 10,780,000 يورو، أو 423 يورو لكل ساكن.

مع معدلات الضريبة التالية:
- ضريبة السكن: 16.96%؛
- ضريبة الأملاك على العقارات المبنية: 30.39%؛
- ضريبة الأملاك على العقارات غير المبنية: 74.48%؛
- ضريبة إضافية على ضريبة الأملاك على العقارات غير المطورة: 0.00%؛
- ضريبة الممتلكات التجارية: 0.00%.

الأرقام الرئيسية لدخل الأسرة والفقر في عام 2018: متوسط الدخل المتاح في عام 2018، لكل وحدة استهلاك: 21,850 يورو.

### الأعمال والشركات
- المحلات التجارية المحلية.[45]
- مطاعم.

### الزراعة
تعد البلدية جزءًا من منطقة زيت زيتون بروفانس المحمي من خلال تسمية المنشأ الخاضعة للرقابة (AOC).

### السياحة
- بيت السياحة.[46]
- مسار تحت الماء.[47]
- الفنادق والمطاعم والمبيت والإفطار.
- دومين دي ماساكان.[48]

## الثقافة والتراث المحلي

### المدينة القديمة
بنيت قرية لا جارد القديمة جزئيًا على نتوء صخري يبلغ ارتفاعه 63 مترًا، ذو طبيعة بركانية. في العصور الوسطى، كانت هذه الصخرة بمثابة رعن للقلعة في ذلك الوقت. وكانت محاطة بسور، ولها عدة أبواب:
- إلى الشمال، بوابة دو سانت آن؛
- إلى الشرق بوابة كاليد القديم وبوابةبويز دي هييريس؛
- إلى الجنوب بواباتبون بويتس وسانت أجاث وبيجونييه كاريه؛
- إلى الغرب بوابة سان مور.

بالداخل سياجًا آخر ببابين:
- ومن الغرب البوابة الغربية للأسوار الأولى؛
- ومن الشرق البوابة الشرقية للأسوار الأولى تسمى "بوابة الشمس المشرقة".

ثم مرت الثورة، ودمرت القلعة، واستخدمت الصخور كمحجر. اليوم، كل ما تبقى من القلعة هو الكنيسة الرومانية والبرج.
تم إنشاء دورة سياحية. تبدأ من ساحة فولتير، وتمر عبر بوابة سان مور، وتتيح الوصول إلى مقلع الصخور الأنديسية القديم، والبرج الجنوبي الغربي للقلعة، وكنيسة نوتردام القديمة في الجزء العلوي من الرعن. وتعود إلى المدينة عبر شيمن دو لا شابيل.

### التراث الطبيعي
في البلدية بموقعين من المنطاق الطبيعية ذات الاهتمام البيئي والحيواني والنباتي (ZNIEFF).

### شخصيات مشهورة
- جان إيكارد (1848-1921)، شاعر وكاتب مسرحي، عضو الأكاديمية الفرنسية.
- لويس غرا (1901-1986)، دراج فرنسي.
- ديودوني جاكوبس (1887-1967)، رسام انطباعي.[49]

### أماكن ترفيهية
- المعهد الموسيقي.
- مكتبة الوسائط البلدية في لويس أراغون.[50]
- سينما روشيه.

### شعار النبالة

شعار نبالة لا جارد

درع مقسم أفقيا إلى ثلاثة أقسام: الأول فضي مكتوب عليه كلمة GUARD بأحرف رملية كبيرة. الجزء الثاني به وردة فضية بخمس بتلات محاطة بنجمتين ذهبيتين على خلفية حمراء. والجزء الأخير ذهبي مكتوب فيه حرفي D وT ونجمة خماسية في المنتصف.

### فهرس
- أرشيف: الأبرشيات والرعايا [51][52]
- لا غارد
- الأرقام الرئيسية التي نشرها المعهد الوطني للإحصاء والدراسات الاقتصادية (INSEE). ملف كامل
- الجرد الوطني للتراث الطبيعي للبلدية
- تجاويف تحت الأرض